# Burkely Duffield
Burkely Duffield (* 9. August 1992 in Kanada) ist ein kanadischer Schauspieler.

## Leben
Burkely Duffield wurde im August 1992 in Kanada geboren. Seine jüngere Schwester Victoria Duffield ist Sängerin und Schauspielerin. Er begann seine Karriere mit Auftritten in Werbespots und mit kleineren Filmrollen. Eine seiner ersten Rollen war die des Jonathan Chandler in dem Lifetime-Fernsehfilm Under the Mistletoe. Im Jahr darauf war er in Pathfinder – Fährte des Kriegers als 12-jährige Version des Hauptcharakters Der Geist zu sehen. Im selben Jahr war er als George Michael Kid in Kickin’ It Old Skool zu sehen. Außerdem spielte er 2007 an der Seite von Matthew Perry und Lynn Collins den jungen Hudson im Film Numb. In der US-amerikanischen Miniserie Masters of Science Fiction war er in der ersten Episode als Will zu sehen. Danach spielte er den Kenny in Ace of Hearts und  übernahm eine Episodenrolle in der Fernsehserie Aliens in America.
2011 spielte er in dem Fernsehfilm And Baby Will Fall mit und drehte zusammen mit Keke Palmer, Avan Jogia und Drake Bell den Nickelodeon-Fernsehfilm Rags, indem er die Rolle des Lloyd spielte. Der Film soll 2012 ausgestrahlt werden. Im Jahr 2012 übernahm er in der zweiten und dritten Staffel der Mystery-Jugendserie House of Anubis die Hauptrolle des Eddie. Im selben Jahr hatte er einen Gastauftritt als Ray McAnn in der The-CW-Fernsehserie Supernatural.

## Filmografie (Auswahl)
- 2006: Under the Mistletoe (Fernsehfilm)
- 2007: Pathfinder – Fährte des Kriegers (Pathfinder)
- 2007: Kickin’ It Old Skool
- 2007: Nur die Liebe hilft (Numb)
- 2007: Masters of Science Fiction (Fernsehserie, Episode 1x01)
- 2008: Ace of Hearts
- 2008: Aliens in America (Fernsehserie, Episode 1x17)
- 2011: And Baby Will Fall (Fernsehfilm)
- 2011: Super Twister (Mega Cyclone) (Fernsehfilm)
- 2012–2013: House of Anubis (Fernsehserie, 85 Episoden)
- 2012: Rags (Fernsehfilm)
- 2012: Supernatural (Fernsehserie, Episode 7x18)
- 2013: The Tomorrow People (Fernsehserie, Episode 1x03)
- 2013: Verflixt! – Murphys Gesetz (Jinxed, Fernsehfilm)
- 2014: My Mother’s Future Husband (Fernsehfilm)
- 2014: Paper Angels (Fernsehfilm)
- 2015: Die Chaos-Kreuzfahrt (One Crazy Cruise, Fernsehfilm)
- 2016: Warcraft: The Beginning (Warcraft)
- 2021: Jemand ist in deinem Haus (There’s Someone Inside Your House)